# Mark Nuaimi
Mark N. Nuaimi (* 8. Januar 1966) ist ein US-amerikanischer Lokalpolitiker (Republikaner).
Nuaimi war ab 1996 ein Stadtrat der südkalifornischen Stadt Fontana. Bereits 1994 hatte er als Bürgermeister kandidiert, war jedoch David Eshleman unterlegen. Bei den Wahlen 2002 gelang es ihm Amtsinhaber Eshleman zu besiegen. 2006 wurde Nuaimi von den Einwohnern Fontanas für vier weitere Jahre im Bürgermeisteramt bestätigt. Zudem war er von März 2006 bis Dezember 2009 stellvertretender Stadt-Manager von Colton, einer Gemeinde etwas östlich von Fontana. Die Ausübung beider Ämter brachte Nuaimi vereinzelt Kritik wegen möglicher Interessenkonflikte ein.
Anfang Juli 2010 – wenige Monate vor dem regulären Ende seiner Amtszeit – trat Mark Nuaimi als Fontanas Bürgermeister zurück um Stadtmanager von Yucca Valley zu werden. Zum interimistischen Nachfolger bestimmte der Stadtrat Vizebürgermeister Frank Scialdone. Nuaimis Tätigkeit in Yucca Valley verlief kontrovers. Besonders unbeliebt wurde er, als er im März 2013 massive Einsparungen verkündete – nur zwei Monate nach einer deutlichen Erhöhung seiner Bezüge. Der Stadtrat von Yucca Valley beschloss daraufhin am 20. August den Vertrag mit Nuami aufzulösen.